# 朱端绶
朱端绶（1908年—1994年1月24日），女，湖南长沙人，中国政治人物，曾任第三届全国人大代表，第五、六届全国政协委员。

## 家庭
丈夫熊瑾玎。